# Platynectes ranongensis
Platynectes ranongensis är en skalbaggsart som beskrevs av Nilsson 1998. Platynectes ranongensis ingår i släktet Platynectes och familjen dykare. Inga underarter finns listade i Catalogue of Life.